# ویلیام گومس
ویلیام گومس (انگلیسی: William Gomes؛ زادهٔ ۱۵ مارس ۲۰۰۶) بازیکن فوتبال اهل برزیل است که در حال حاضر برای باشگاه فوتبال پورتو بازی می‌کند. 
وی همچنین در تیم‌های ملی فوتبال زیر ۱۵ و زیر ۱۷ سال برزیل بازی کرده است.

## دوران حرفه‌ای
ویلیام گومس از زمان پیوستن به آکادمی جوانان باشگاه فوتبال سائو پائولو در سال ۲۰۲۱، به طور مکرر به تیم‌های ملی جوانان زیر ۱۵ سال برزیل فراخوانده شد.  و U17. او بخشی از نسلی است که به عنوان نسلی با استعدادهای بزرگ شناخته می‌شود و در فصل ۲۰۲۳ به سرعت به تیم حرفه‌ای توسط سرمربی دوریوال ژونیور ارتقا یافت.
ویلیام، در مارس ۲۰۲۳ اولین قرارداد حرفه‌ای خود را امضا کرد که شامل بند آزادسازی ۴۴۰ میلیون رئال برزیل بود. او برای اولین بار در ۱۲ نوامبر ۲۰۲۳ به تیم اول برای بازی مقابل باشگاه فوتبال سانتوس دعوت شد. در ۲۲ نوامبر ۲۰۲۳، او به عنوان یک فوتبالیست حرفه‌ای در برابر باشگاه فوتبال فلومیننزه به میدان رفت و در کنار دیگر ستاره جوان، تالس واندر قرار گرفت.
در ۲۷ ژانویه ۲۰۲۵، انتقال او به باشگاه فوتبال پورتو برای یک قرارداد پنج ساله اعلام شد.